# Jean-Baptiste Joseph Delambre
Jean-Baptiste Joseph Delambre (francés: /ʒɑ̃ batist ʒozɛf dəlãbʁ/; Amiens, Francia; 19 de septiembre de 1749-París, 19 de agosto en 1822) fue un matemático y astrónomo francés. Conocido por haber medido, junto con Pierre Méchain, la longitud del arco del meridiano que pasa por Francia, de Dunkerque a Montjuic (Barcelona), entre 1792 y 1798, cuyos resultados sirvieron para establecer el sistema métrico decimal. Contribuyó con otros a diseñar el calendario republicano francés.

## Biografía

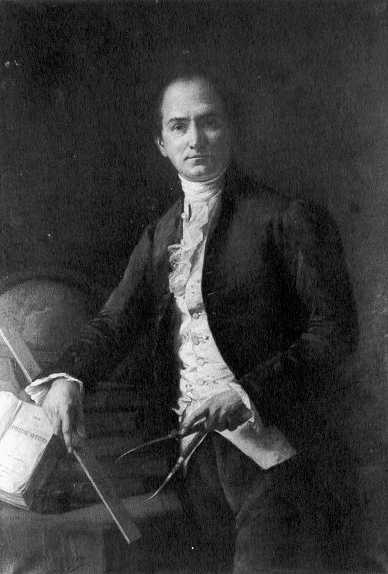
Jean-Baptiste Joseph Delambre.

Delambre fue el mayor de sus hermanos. A los 15 meses de edad sufrió un ataque de viruela y sus parientes dudaban que fuera a sobrevivir. Las secuelas que le quedaron fueron pérdida crónica de las pestañas, y es por esta razón que aparece en una postura extraña en las ilustraciones de la época. La dolencia fue tan grave que a la edad de 20 años todavía no era capaz de leer su propia escritura. No obstante, poco a poco, y gracias a una enseñanza privada, Delambre fue educándose y mostrando en su juventud unas aptitudes para el estudio de las matemáticas y la astronomía.
Fue al colegio Jesuita de Amiens y allí estudió inglés y alemán, posteriormente y debido a la celeridad de su aprendizaje fue a París, donde se interesó por la astronomía griega y allí lee en 1780 el Traité d'astronomie de Lalande y le causa una impresión muy profunda. En 1786 observa un tránsito de Mercurio por el Sol. En 1795 fue uno de los diez miembros originales del comité fundador del Bureau des Longitudes.
En 1808 utilizó el método de Rømer para realizar la primera estimación fiable de la velocidad de la luz, que según sus cálculos era de 302 000 km/s.[cita requerida]

## Obras
Metrología
- Base du système métrique (1810)[5]

Astronomía
- Tables du Soleil, de Jupiter, de Saturne, d'Uranus et des satellites de Jupiter, (1792).
- Astronomie Theorique et Practique (1814)
- Histoire de l'astronomie ancienne (1817)

## Homenajes
- El cráter lunar Delambre lleva este nombre en su honor.
- Fue nombrado Caballero (Chevalier) de la Orden de San Miguel y de la Orden de la Legión de Honor.[6]
- Su nombre se encuentra grabado en la lista de 72 científicos de la Torre Eiffel.[7]